# Architecture parlante

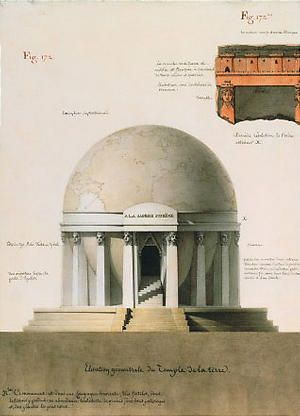
Élévation géométrale du temple de la Terre. Dessin de Jean-Jacques Lequeu (1794).

L'architecture parlante est l'architecture associée originellement à Claude-Nicolas Ledoux, puis plus largement à celle de l'époque des Lumières, avec des architectes tels qu'Étienne-Louis Boullée ou Jean-Jacques Lequeu.
Selon l'historien de l'architecture Emil Kaufmann, l'expression est utilisée pour la première fois dans Études d'architecture en France, un essai consacré aux travaux de Ledoux et publié en 1852 dans Le Magasin pittoresque.

## Exemples
- L'aéroport international de New York - John-F.-Kennedy en forme d'avion[3];
- Le pavillon «Der Igel» à l'exposition nationale suisse de 1964 en forme de hérisson[3].